# Boldklubben Fremad Amager

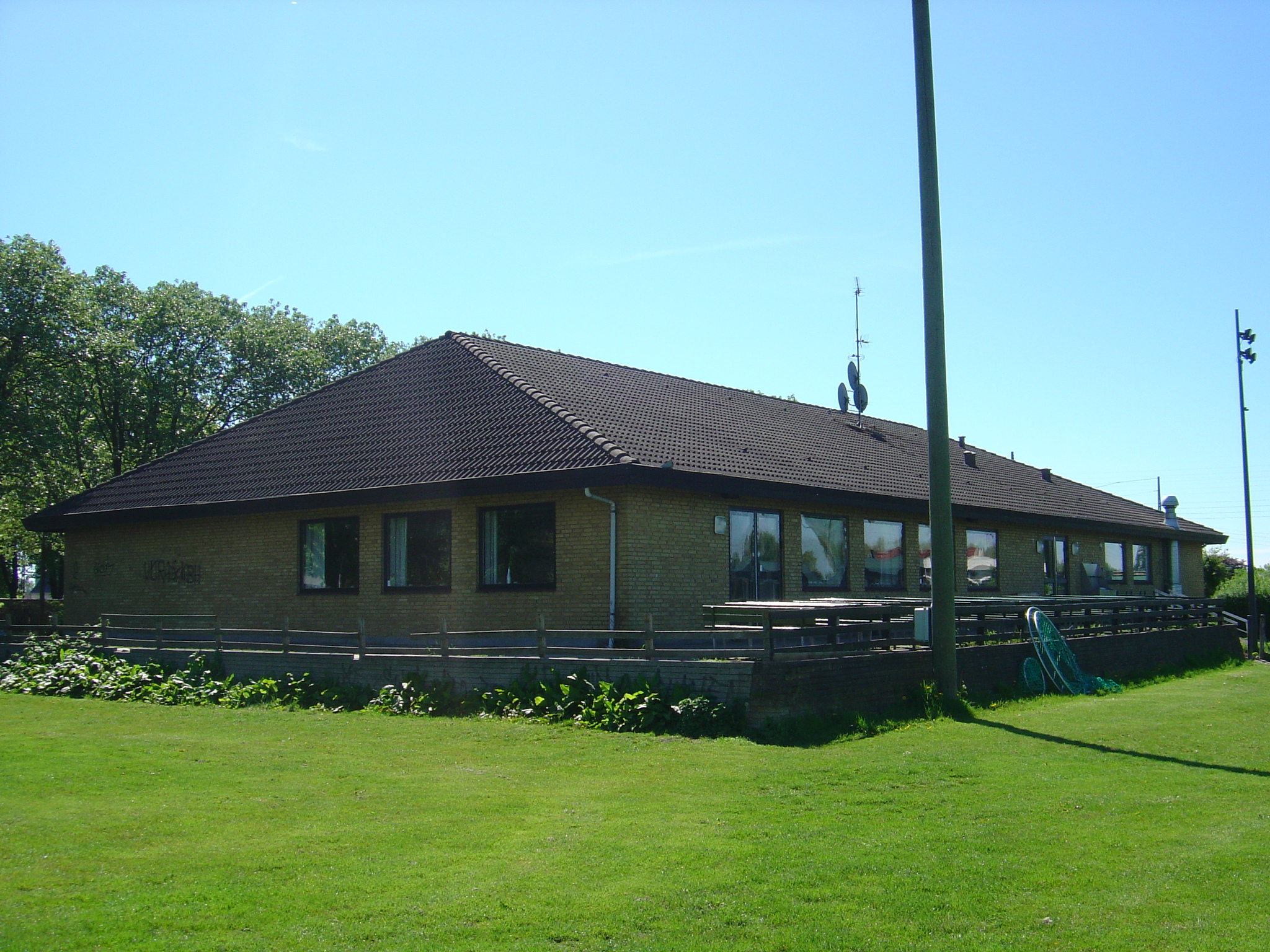
Seu del club fins 1975.

El Boldklubben Fremad Amager és un club de futbol danès de la ciutat de Copenhaguen.

## Història
El club fou finalista de copa la temporada 1971-72, perdent amb el Vejle Boldklub, però com aquest club havia guanyat la lliga, el Fremad participà en la Recopa d'Europa la temporada següent.
Disputa els seus partits a l'estadi Sundby Idrætspark des de 1922. Els colors del club són el blau i el blanc.

## Palmarès
- Tercera divisió danesa de futbol: 
  - 1969 (est), 1971 (est), 1987 (est), 1991 (est, primavera)

- KBUs Pokalturnering: 
  - 1952

- Sommerpokalturneringen: 
  - 1934, 1935[4]

- Fælledklubbernes Pokalturnering: 
  - 1924